# Enrique Vila-Matas
Enrique Vila-Matas (Barcelona, 31 de març de 1948) és un escriptor català en llengua castellana, autor d'una àmplia obra narrativa traduïda a 39 idiomes, incloent-li el català (El viatge vertical), i de la qual cal destacar títols com Historia abreviada de la literatura portátil (1985), Hijos sin hijos (1993), Bartleby y compañía (2000), El mal de Montano (2002), Doctor Pasavento (2005), Exploradores del abismo (2007), Dublinesca (2010), Aire de Dylan (2012) o Kassel no invita a la lógica (2014).
També ha publicat diversos llibres d'assaig: El viajero más lento (1992), El traje de los domingos (1995), Para acabar con los números redondos (1997), Desde la ciudad nerviosa (2000), Aunque no entendamos nada (2003) o El viento ligero en Parma (2004). Aquests volums recullen la concepció literària de l'autor, les seves inquietuds vitals, l'observació del món que aboca, també, als textos de ficció. Recentment, Dietario voluble (2008) suposa la fusió entre els dos plans literaris. Chet Baker piensa en su arte (2011) és l'assaig (ficció crítica) més arriscat fins ara.

## Obra

### Narrativa
- 1973 - Mujer en el espejo contemplando el paisaje, novel·la breu, Tusquets
- 1977 - La asesina ilustrada, novel·la breu, Tusquets (Lumen, 2005)
- 1980 - Al sur de los párpados, novel·la, Fundamentos
- 1982 - Nunca voy al cine, contes, Laertes
- 1984 - Impostura, novel·la, Anagrama
- 1985 - Historia abreviada de la literatura portátil, barreja de ficció i assaig, Anagrama
- 1988 - Una casa para siempre, llibre de relats i novel·la alhora, Anagrama
- 1991 - Suicidios ejemplares, contes, Anagrama
- 1993 - Hijos sin hijos, contes, Anagrama
- 1994 - Recuerdos inventados, antologia de contes, Anagrama
- 1995 - Lejos de Veracruz, novel·la, Anagrama
- 1997 - Extraña forma de vida, novel·la, Anagrama
- 1999 - El viaje vertical, novel·la, Anagrama
- 2001 - Bartleby y compañía, novel·la, Anagrama
- 2002 - El mal de Montano, novel·la, Anagrama
- 2003 - París no se acaba nunca, novel·la, Anagrama
- 2005 - Doctor Pasavento, novel·la, Anagrama
- 2007 - Exploradores del abismo, contes, Anagrama
- 2008 - Dietario voluble, novel·la, Anagrama
- 2010 - Dublinesca, novel·la, Seix Barral
- 2010 - Perder teorías, novel·la, Seix Barral
- 2011 - En un lugar solitario: Narrativa 1973-1984, reuneix en un volum els seus cinc primers llibres; Penguin Random House - Mondadori / Debolsillo
- 2011 - Chet Baker piensa en su arte, antologia de contes, Mondadori/Debolsillo
- 2012 - Aire de Dylan, novel·la, falses memòries de l'escriptor Juan Lancastre, Seix Barral
- 2013 - Niña, conte infantil amb il·lustracions d'Anuska Allepuz, Alfaguara
- 2014 - Kassel no invita a la lógica, novel·la, Seix Barral
- 2015 - El día señalado, conte, reelaborat i millorat, sobre una noia a qui li pronostiquen les circumstàncies de la seva mort (el va publicar per primera vegada a Nunca voy al cine, 1982, i el va reescriure per a Exploradores del abismo, 2007).[2] Amb il·lustracions d'Anuska Allepuz; Nórdica Libros
- 2016 Marienbad eléctrico, novel·la, Seix Barral
- 2017 Mac y su contratiempo, novel·la, Seix Barral[3]
- 2019 Esta bruma insensata, novel·la, Seix Barral
- 2022 Montevideo, novel·la, Seix Barral

### Assaig
- 1992 - El viajero más lento, Anagrama (publicada el 2011 per Seix Barral, ampliada amb El viajero más lento: El arte de no terminar nada)
- 1995 - El traje de los domingos, Huerga & Fierro
- 1997 - Para acabar con los números redondos, Pre-textos
- 2000 - Desde la ciudad nerviosa, Alfaguara (ed. augmentada el 2004)
- 2003 - Extrañas notas de laboratorio, El Otro, el Mismo (ed. augmentada el 2007)
- 2003 - Aunque no entendamos nada, J.C. Sáez editor
- 2004 - El viento ligero en Parma, Sexto Piso, Mèxic (Madrid, 2008)
- 2008 - Ella era Hemingway: No soy Auster, Ediciones Alfabia
- 2008 - Y Pasavento ya no estaba, Editorial Mansalva
- 2011 - Una vida absolutamente maravillosa: Ensayos selectos, Debolsillo
- 2013 - Fuera de aquí, converses amb André Gabastou, Galaxia Gutenberg
- 2014 - [escribir] París, amb l'escriptora argentina Sylvia Molloy; la secció de Vila-Matas, amb articles sobre la capital francesa, es titula Aire de París, Brutas Editoras, Nova York
- 2015 - Marienbad eléctrico, sobre la relació que l'autor té amb l'artista francesa Dominique González–Foerster; Christian Bourgois (trad.: André Gabastou; París) / Caja Negra (Buenos Aires) / Editorial Almadía (Mèxic D.F.)
- 2018 - Impón tu suerte, Círculo de Tiza

## Premis i reconeixements
Ha rebut els premis: Medicis-Étranger 2003, Rómulo Gallegos 2001, Herralde de Novela 2002, Ciutat de Barcelona 2001, Elsa Morante 2007, Premio Internazionale Ennio Flaiano 2006, Premio Nacional de la Crítica espanyola 2002, Prix Aguirre-Libralire 2002, Premio Fernando Lara 2005, Premio de la Real Academia Española de la Lengua 2006, Prix au meilleur livre étranger 2002, Premio Internazionale Mondello 2009, Premio Leteo 2010, Prix Jean Carrière ville de Nimes 2010, Premio Internazionale Bottari Lates Grinzane città di Torino 2011, premi Gregor Von Rezzori Città di Firenze 2012, premi Argital 2012 dels editors d'Euskadi. El 2008 va rebre la distinció de la Legió d'Honor per part del govern francès, en grau de Cavaller. L'abril del 2013 va rebre la distinció d'Oficial de l'Ordre des Arts et des Lettres de França. El desembre de 2013 és nomenat a Nova York "rector (desconegut)" de la Universitat Desconeguda (McNally & Jackson). També ha guanyat el Premi Formentor 2014. I l'any 2015 ha guanyat el Premi FIL de Literatura en Llengües Romàniques de Guadalajara (Mèxic) 2015. El 2016 rep el Premi Nacional de Cultura atorgat pel Consell Nacional de la Cultura i de les Arts. També ha guanyat en l'any 2017 el Prix Ulysse, a Bastia (Còrsega). I el premi Feronia-Città di Fiano a Roma, Itàlia.

### Llibres sobre la seva obra
- Vila-Matas, pile et face: Rencontre avec André Gabastou (trad. A. Gabastou), Argol, març del 2010.
- Enrique Vila-Matas: Grand séminaire de Neuchâtel, col·loqui internacional, 2 i 3 de desembre del 2002, Neuchâtel, Université de Neuchâtel, 2002
- Vila-Matas portátil: Un escritor ante la crítica, Candaya 2007; edició de Margarita Heredia; el llibre inclou un DVD amb Café con Shandy (30'), xerrada entre Vila-Matas i Juan Villoro[6]
- Los espejos de la ficción en V-M. Puebla, Mèxic. Assaigs de Felipe A. Ríos Baeza, Christopher D. Michael, Sorina Dora Siminio, Álvaro Enrigue, Rodrigo Fresán, Alejandro García Abreu, J.A. Masoliver Ródenas, Cris Oñoro, J.M Pozuelo Yvancos, Domingo Ródenas Moya
- Geographies du vertige dans l'oeuvre d'Enrique Vila-Matas. Badia, Alain; Blanc, Anne-Lise; Garcia, Mar (ed.). Perpinyà: Presses Universitaires, 2013
- Figuraciones del yo en la narrativa (Javier Marías & Enrique Vila-Matas). José María Pozuelo Yvancos | Editorial Universidad (Cátedra Miguel Delibes)
- Fuera de aquí, converses amb André Gabastou, 2013, Galaxia Gutenberg
- Leyendo a Vila-Matas, de Gonzalo Maier